# Luis Zurdo de Olivares
Luis Zurdo de Olivares (Madrid, 28 de maig de 1859 – Barcelona, 1927) fou un sindicalista i polític madrileny establert a Barcelona.

## Biografia
El seu pare treballava com a primer oficial forjador de la Companyia dels Camins de Ferro del Nord d'Espanya, on ell mateix començà a treballar en 1872 (als tretze anys) com a factor i telegrafista. El 1874 va assolir la categoria de maquinista i el 1891 fou traslladat a Manresa. D'ací fou destinat a Barcelona, on aviat contactà amb el Centro Instructivo Ferroviario del carrer del Rec Comtal i el 1893 fundarà La Esperanza, Sociedad de Maquinistas y Fogoneros (també anomenada Sociedad General de Maquinistas de Todas las Líneas). També fou director de les revistes La Tracción i La Tribuna Ferroviaria (1908).
En el 1r Congrés Nacional dels empleats i obrers dels Ferrocarril d'Espanya, celebrat a Madrid l'1 de setembre de 1894 fou nomenat president de la Unión General de Empleados y Obreros de los Ferrocarriles de España (amb seu a Sant Martí de Provençals). El mes següent va assistir al 2n Congrés Internacional ferroviari celebrat a París. El dia 7 de maig de 1896 va ser elegit president del Comitè Nacional de la UGT. Fou empresonat el 20 de juliol en la repressió obrera que seguí a l'atemptat del carrer dels Canvis Nous de Barcelona, al pas de la processó del dia de Corpus (juny de 1896). Posat en llibertat l'11 de setembre, dimití del càrrec i va abandonar les files sindicals per dedicar-se a la lluita política. El va substituir Ignacio Masoni. Tot i així, participà en el Congrés Extraordinari de Ferroviaris de Madrid el juliol de 1902, on es mostrà partidari d'una vaga general i fou empresonat novament.
A les eleccions municipals de 1903, juntament amb el farmacèutic Marcelo Rivas Mateos, va ser escollit regidor a l'ajuntament de Barcelona del districte X per la Unió Republicana dirigida aleshores per Alejandro Lerroux (després Partit Republicà Radical, i va mantenir el càrrec fins a 1909. Nomenat membre de la comissió de consums de l'ajuntament, el 1904 es va veure implicat en un escàndol relacionat amb comissions del Gremi de Vaquers. El gener de 1906 va ser president de la Junta local de Reformes Socials (de Barcelona). El 1907 va participar en el tiroteig al setmanari catalanista "Metralla". Tot i que entenia i parlava bé el català, va mantenir un anticatalanisme artificiós i un espanyolisme cultivat de cara a la galeria que amagava una forta indefinició política. Tot i això, el 1907 va votar a favor del Pressupost Extraordinari de Cultura, i va presentar un avantprojecte de construcció de cases per a obrers que mai es va dur a terme.
El dia 28 de juliol de 1909, durant els fets de la Setmana Tràgica es va veure obligat pels radicals del Clot a còpia de beure vi de missa a baixar al carrer i desfilar amb un fusell a l'espatlla. Després es va tancar a casa seva. Detingut, fou empresonat de juliol de 1909 a febrer de 1910. i declarat culpable d'adhesió a la rebel·lió. La seva defensa fou preparada pel seu company de partit Emiliano Iglesias Ambrosio. El 4 de març de 1910 fou condemnat a cadena perpètua, commutada per exili perpetu, però a mitjans de 1910 se li va permetre tornar a Espanya.
Malgrat assolir una aurèola d'heroi en el partit, la seva situació es tornà incòmoda. A les eleccions generals espanyoles de 1914 amb Àngel Samblancat i Salanova i altres va impulsar una llista de "Renovació Republicana" alternativa a la de Lerroux, però no fou escollit. També fou marginat de les llistes radicals a les eleccions municipals de 1917, i tot i que es va distanciar del partit, no hi va renunciar, potser per la devoció personal que sentia per Lerroux. La seva última activitat pública coneguda fou el 1921 quan va participar en el Congrés Radical Català.

## Obres
- Esperanza: La cautiva del Mediterráneo. – Barcelona : La Neotipia, 1907
- Las locomotoras Compound en el mundo. – Barcelona : Henrich y Cª, 1908;
- Veinte años de vida ferroviaria y dieciséis años después. – Barcelona : Henrich y Cª, 1911